# 亞斯諾希爾卡 (薩爾內區)
亞斯諾希爾卡（烏克蘭語：Ясногірка），是烏克蘭西北部羅夫諾州薩爾內區维里市镇内的村落。處於圖斯塔利河畔，始建於1730年，面積1.16平方公里，海拔高度178米，2001年人口1,521。